# Dingé
Dingé (en bretó Dingad, en gal·ló Deinjaé) és un municipi francès, situat a la regió de Bretanya, al departament d'Ille i Vilaine. L'any 2006 tenia 1.472 habitants.

## Demografia[Cal actualitzar]
| 1962                                       | 1968  | 1975  | 1982  | 1990  | 1999  |
| ------------------------------------------ | ----- | ----- | ----- | ----- | ----- |
| 1.360                                      | 1.436 | 1.259 | 1.268 | 1.265 | 1.327 |
| Des de 1962: població sense dobles comptes |       |       |       |       |       |

## Administració
| Període | Identitat    | Partit |
| ------- | ------------ | ------ |
| 2001-   | Rémy Bourges |        |